# Dourados
Dourados è un comune del Brasile nello Stato del Mato Grosso do Sul, parte della mesoregione del Sudoeste de Mato Grosso do Sul e della microregione di Dourados. Il comune è situato a sud-est rispetto alla capitale Campo Grande, da cui dista circa 225 km; la sua economia è prevalentemente agricola.
I mass media, la rete di commerci e di servizi di Dourados coprono più di trenta città del Mato Grosso do Sul giungendo ad influenzare anche il vicino Paraguay. Per la sua grandezza ed importanza, è di fatto la capitale economica e sociale di una regione di più di un milione d'abitanti approssimativamente.
Lo sviluppo della città è stato lento fino alla prima metà del XX secolo, a causa della carenza di infrastrutture che, in particolare, rendevano problematici i collegamenti con Campo Grande e con lo Stato di San Paolo. Dal 1950, con la costruzione di nuove strade si è avuto uno sviluppo che ha attratto anche immigrati da alcune parti del Paese (in particolare dal sud e dallo Stato di San Paolo) e da Paesi stranieri (Giappone su tutti). La città ha un rapporto intenso con il vicino Paraguay il cui confine è a poco più di 100 km, essendoci un forte fattore di identità etnica e culturale fra la due realtà. Infatti il 30% degli abitanti di Dourados ha qualche legame di parentela con abitanti del Paraguay.